# 2. мешовити артиљеријски пук ВРС
2. мешовити артиљеријски пук је био једна од јединица 2. крајишког корпуса Војске Републике Српске.

## Састав и наоружање
Артиљеријски пук је формиран 26. маја 1992, са седиштем у Грахову. Имао је 528 припадника. Од средстава ратне технике пук је имао 16 топова 130 мм М-46, три хаубице 155 мм, два вишецијевна бацача ракета "Огањ" и четири М-63 Пламен.

## Ратни пут
У току рата у Босни пук је своје задатке извршавао са ватрених положаја у рејону села Горјевац, села Црног Луга и Гламоча. Проблеми су се јавили у завршним операцијама за одбрану зоне корпуса, када није извршавао наменске задатке због недостатка муниције.
После повлачења из матичне зоне у току операције Вагањ, пук се прикупио у рејону Санског Моста и претпочинио се Оперативној групи – 10 Првог крајишког корупса. Дана 18. септембра 1995. године у свом саставу је имао 136 људи (са водом ПВО), седам топова 130 mm и вишецевни бацач ракета "Огањ".
Команданти пука били су: потпуковник Симеун Деспенић (1992) и потпуковник Светко Мрђа (1992–1995).

## Послератни пут
У оквиру реорганизације Војске РС средства пука су ушла у састав Првог корпуса, а људство је демобилисано.